# 海鞘科维尔氏菌
海鞘科维尔氏菌（学名：Colwellia meonggei）是科尔韦氏菌属的下属物种。此物种是一种革兰氏阴性、过氧化氢酶阳性、氧化酶阳性且兼性嗜冷的杆状细菌。此物种最早从韩国南海收集的海凤梨（Halocynthia roretzi，一种海鞘）中分离出来。

## 历史
海鞘科维尔氏菌的模式菌株MA1-3T最早从韩国南海收集的海凤梨（Halocynthia roretzi）中分离出来。菌株MA1-3T通过标准稀释电镀技术在20°C的海洋琼脂上分离，并在25°C的海洋琼脂上常规培养。菌株MA1-3T在4°C下在海洋琼脂上进行短期保存，并在-80°C下作为甘油悬浮液（蒸馏水中的20% (w/v)）进行长期保存。 菌株MA1-3T已保藏在韩国典型培养物保藏中心（KCTC）和西班牙典型培养物保藏中心（CECT），分别为KCTC 32380T和CECT 8302T。

## 词源
新拉丁属格中性名词“meonggei”，是韩语中指代海凤梨（Halocynthia roretzi）这种海鞘的名称，表示海鞘科维尔氏菌的模式菌株是从这种特定的海鞘物种中分离出来的。

## 系统发育学分类
基于16S rRNA基因序列的系统发育分析表明菌株MA1-3T属于科尔韦氏菌属。菌株MA1-3T与潮滩科维尔氏菌、极地科维尔氏菌和楚科奇海科维尔氏菌等的模式菌株的16S rRNA基因序列相似度分别为97.2%、96.4%和95.6%。菌株MA1-3T与其他科尔韦氏菌属的物种的16S rRNA基因序列相似性值为93.9至96.1%。

## 描述
海鞘科维尔氏菌是一种不形成孢子、需氧的革兰氏阴性菌。它能够在10℃至30°C（最佳25℃，并且不在4°C以下或35°C以上的环境下生长）、pH5.0（最佳pH7.0至pH8.0，并且不在pH4.5°C的环境下生长）和存在0.5%至4% (w/v) NaCl（最佳2% (w/v) NaCl）的条件下生长，因此它是一种兼性嗜冷、中性且耐盐的生物。它的细胞是杆状或卵形的，长0.5µm至6.0µm，宽0.2µm至0.5µm，并且通过单极鞭毛运动。过氧化氢酶和氧化酶测试呈阳性。在海洋琼脂上的菌落呈圆形、凸起、有光泽、光滑、灰黄色、直径为1.0mm至2.0mm。